# 岐阜県外国人学校一覧
岐阜県外国人学校一覧（ぎふけんがいこくじんがっこういちらん）は、岐阜県の外国人学校の一覧。右上に*のある学校は文部科学省が高等学校相当と認定したもの。

## 朝鮮学校

### 岐阜市
- 岐阜朝鮮初中級学校（岐阜朝鮮学園）

## ブラジル学校

### 大垣市
- HIRO学園*

### 各務原市
- セントロ・エドカショナル・ノヴァ・エターパ*

### 美濃加茂市
- イサキ・ニュートン・カレッジ

### 可児市
- ソシエダーデ・エドカショナル・ブラジリアン・スクール